# Tương Thành, Tô Châu
Tương Thành (tiếng Trung: 相城區, Hán Việt: Tương Thành khu) là một khu của thành phố Tô Châu (苏州市), tỉnh Giang Tô, Cộng hòa Nhân dân Trung Hoa. Quận Tương Thành có diện tích 478 km2, dân số năm 2001 là 380.000 người. Quận Tương Thành có các đơn vị hành chính gồm 3 nhai đạo, 6 trấn và 1 khu phát triển kinh tế. 